# High Moon Studios
High Moon Studios (ранее Sammy Studios) — американская компания, занимающаяся разработкой компьютерных игр. Известна как разработчик игры Darkwatch, шутера от первого лица.

## История
Компания была основана под названием Sammy Entertainment (позднее — Sammy Studios) в апреле 2001 года как вспомогательное подразделение фирмы японской компании Sammy для разработки и издательства игр в Северной Америке. После объединения Sammy и Sega в Sega Sammy Holdings в 2004 году, Sammy прекратила всю активность по разработке игр в Америке, сконцентрировавшись на родном японском рынке. Планировалось, что Sammy Studios будет закрыта, но вместо этого 7 марта 2005 года руководство студии выкупило её, сделав независимой. Студия с новым названием High Moon Studios сосредоточилась на разработке проекта, находившегося в разработке до отделения от Sammy — игре Darkwatch (2005).
В январе 2006 года студию приобрела Vivendi Games, и High Moon Studios стала подразделением Sierra Entertainment. После слияния Vivendi и Activision High Moon Studios стала дочерней компанией Activision Blizzard и занималась преимущественно разработкой игр по медиафраншизе «Трансформеры». После выхода игры Deadpool (2013) Activision уволила 40 сотрудников студии. Впоследствии студия оказывала поддержку в разработке игры Destiny 2 и игр серии Call of Duty.

## Игры
| Год  | Название                                  | Платформа | Платформа | Платформа | Платформа | Платформа | Платформа | Платформа | Платформа | Платформа | Примечание                                                                                     |
| Год  | Название                                  | PS2       | PS3       | PS4       | PS5       | PC        | Xbox      | X360      | XOne      | XSX       | Примечание                                                                                     |
| ---- | ----------------------------------------- | --------- | --------- | --------- | --------- | --------- | --------- | --------- | --------- | --------- | ---------------------------------------------------------------------------------------------- |
| 2005 | Darkwatch                                 | Да        | Нет       | Нет       | Нет       | Нет       | Да        | Нет       | Нет       | Нет       |                                                                                                |
| 2008 | Robert Ludlum's The Bourne Conspiracy     | Нет       | Да        | Нет       | Нет       | Нет       | Нет       | Да        | Нет       | Нет       |                                                                                                |
| 2010 | Transformers: War for Cybertron           | Нет       | Да        | Нет       | Нет       | Да        | Нет       | Да        | Нет       | Нет       |                                                                                                |
| 2011 | Transformers: Dark of the Moon            | Нет       | Да        | Нет       | Нет       | Нет       | Нет       | Да        | Нет       | Нет       |                                                                                                |
| 2012 | Transformers: Fall of Cybertron           | Нет       | Да        | Нет       | Нет       | Да        | Нет       | Да        | Нет       | Нет       |                                                                                                |
| 2013 | Deadpool                                  | Нет       | Да        | Да        | Нет       | Да        | Нет       | Да        | Да        | Нет       |                                                                                                |
| 2014 | Call of Duty: Advanced Warfare            | Нет       | Да        | Да        | Нет       | Да        | Нет       | Да        | Да        | Нет       | В сотрудничестве с Sledgehammer Games                                                          |
| 2016 | Call of Duty: Modern Warfare — Remastered | Нет       | Нет       | Да        | Нет       | Да        | Нет       | Нет       | Да        | Нет       | В сотрудничестве с Raven Software                                                              |
| 2017 | Destiny 2                                 | Нет       | Нет       | Да        | Нет       | Да        | Нет       | Нет       | Да        | Нет       | В сотрудничестве с Bungie                                                                      |
| 2019 | Call of Duty: Modern Warfare              | Нет       | Нет       | Да        | Нет       | Да        | Нет       | Нет       | Да        | Нет       | В сотрудничестве с Infinity Ward, Raven Software и Beenox.                                     |
| 2020 | Call of Duty: Black Ops Cold War          | Нет       | Нет       | Да        | Да        | Да        | Нет       | Нет       | Да        | Да        | В сотрудничестве с Treyarch, Raven Software, Beenox, Sledgehammer Games и Activision Shanghai. |